# Billy Paynter
Pour les articles homonymes, voir Paynter.
William Paul "Billy" Paynter, né le 13 juillet 1984 à Liverpool, est un footballeur anglais qui évolue au poste d'attaquant.

## Palmarès

### En club
- Champion d'Angleterre de D3 en 2013.

### Distinction personnelle
- Meilleur joueur du mois de janvier en 2010 en Football League One (troisième division anglaise).